# Gymnoascus petalosporus
Gymnoascus petalosporus är en svampart som först beskrevs av G.F. Orr, K. Roy & G.R. Ghosh, och fick sitt nu gällande namn av Arx 1977. Gymnoascus petalosporus ingår i släktet Gymnoascus och familjen Gymnoascaceae.   Inga underarter finns listade i Catalogue of Life.